# 定福院 (久喜市)
定福院（じょうふくいん）は、埼玉県久喜市にある真言宗豊山派の寺院。

## 歴史
鎌倉時代に開山された。ただし、古文書は散逸しており、詳細は不明である。江戸時代は寺子屋を営んでおり、そういう経緯から明治以降は境内に小学校（現在の久喜市立栗橋西小学校）が置かれていた。
1986年（昭和61年）、栗橋西小学校が移転し、土地が当院に返還された。

## 五百羅漢
当院の境内には、五百羅漢の像が置かれている。これは平成初期に発足した「五百羅漢を彫る会（羅漢の会）」によって彫られたものである。会員は専門の仏師ではなく素人によるもので、十年がかりで五百羅漢を彫り、ゆくゆくは栗橋町（当時）の珍名所にしようという意気込みで作ったという。2019年（令和元年）の時点で既に650体作成されている。

## 交通アクセス
- 路線バス豊野台テクノタウン入口停留所より徒歩26分。